# Tomba delle Bighe

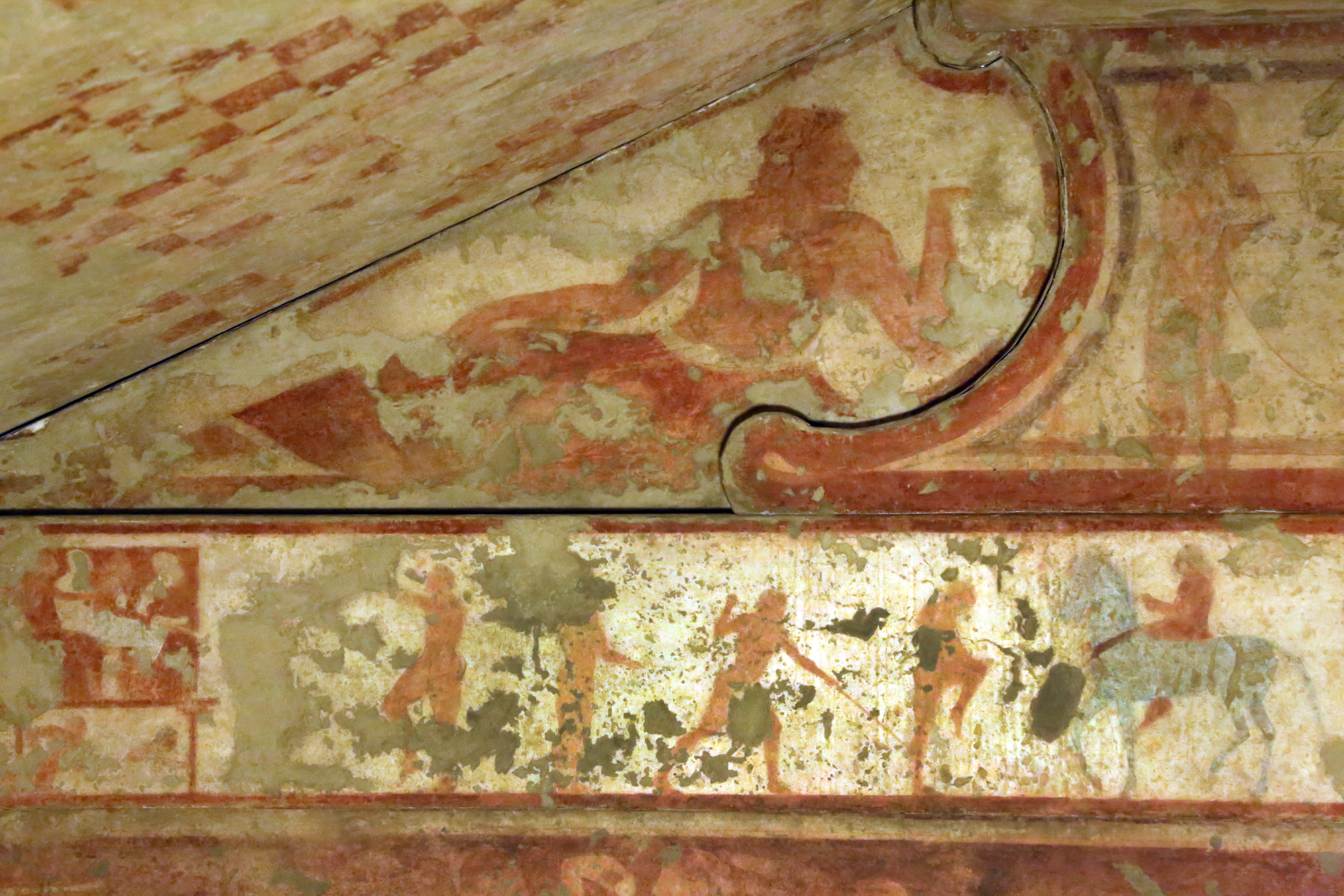
Particolare della parete di fondo della tomba

La tomba delle Bighe è un complesso funerario etrusco situato nella necropoli dei Monterozzi a Tarquinia. Fu scoperta nel 1827 da Otto Magnus von Stackelberg e inizialmente era conosciuta come "Tomba Stackelberg". La tomba è datata intorno al 490 a.C. grazie alle sue pitture parietali. Il nome attuale le è stato dato in seguito a un dettaglio di queste pitture. La tomba consisteva in una camera sotterranea le cui pareti e il cui soffitto erano dipinti. Le pitture sono conservate nel Museo Archeologico Nazionale di Tarquinia dal 1949 e si sono notevolmente sbiadite dopo la loro scoperta. Sono considerate estremamente originali e innovative.  Molti dettagli delle pitture sono oggi riconoscibili solo su antichi disegni, principalmente di Carlo Ruspi (oggi conservati all'Istituto Archeologico Germanico di Roma) .

## Descrizione

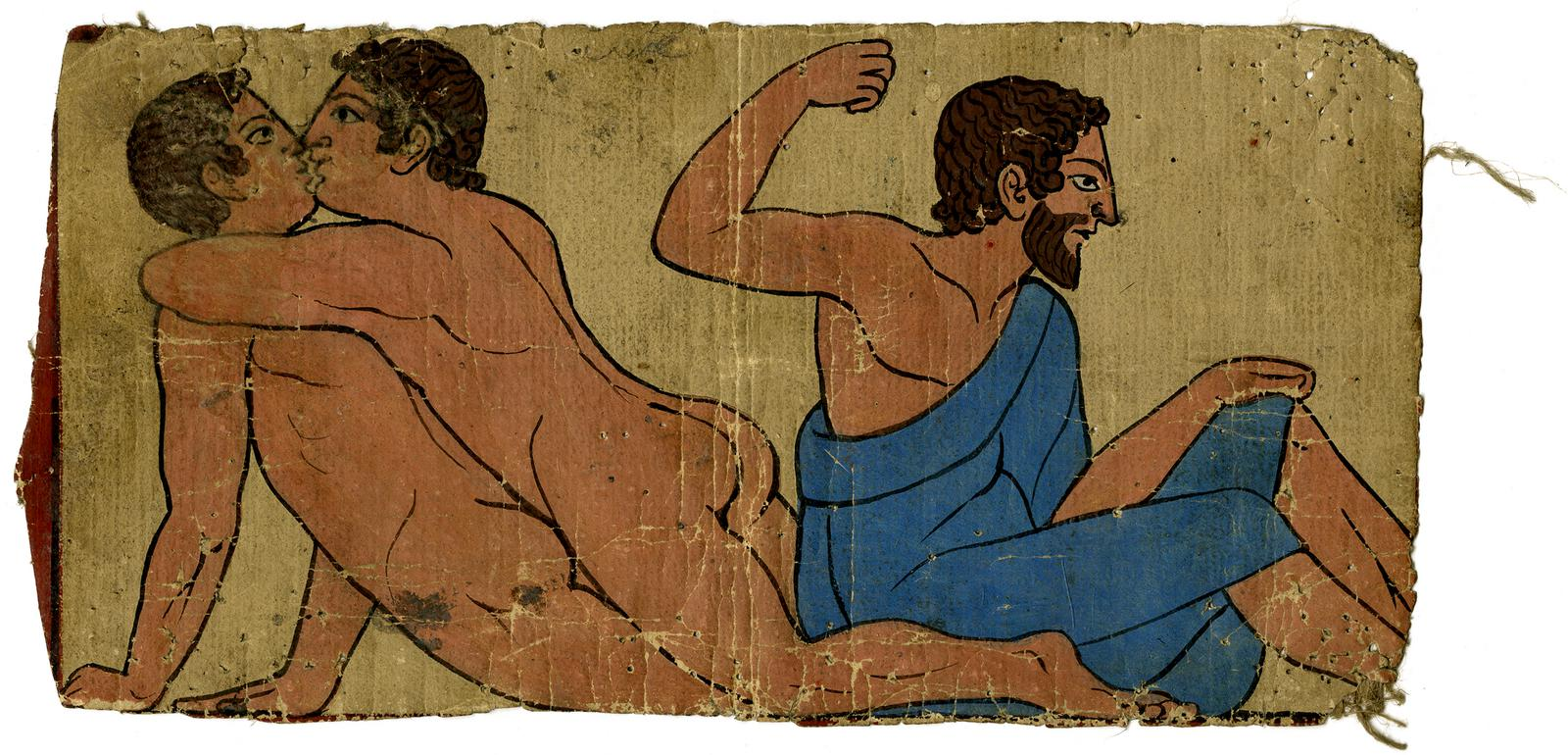
Disegno del British Museum che riproduce uno degli affreschi della Tomba delle Bighe. Raffigura due amanti maschi che hanno un rapporto sessuale alle spalle di un uomo barbuto.

Le pareti della tomba presentano due fregi dipinti. Le pareti principali presentano grandi dipinti su sfondo rosso. Al di sopra si trova uno stretto fregio su sfondo bianco. Vi sono raffigurate attività sportive come la corsa dei carri, la lotta e il pugilato, il salto in lungo, l'equitazione, ma anche il lancio del disco e del giavellotto. Rappresentano il ciclo più lungo di competizioni sportive nell'arte etrusca. Dal punto di vista stilistico, sono spesso associate alla pittura vascolare attica, mentre le pitture della zona principale sono considerate autenticamente etrusche.
Al centro del frontone della parete posteriore è visibile un pilastro dipinto. Raffigura un grande cratere. A sinistra e a destra di esso si trovano dei servi. In ogni angolo del frontone si trova un uomo con una coppa per il vino che i servitori stanno servendo. Nella fascia sotto il frontone sono raffigurati degli atleti. Sui lati stretti del fregio sono visibili le tribune degli spettatori. Gli spettatori sono seduti su panche, sotto le quali sono raffigurati gruppi erotici, tra cui un rapporto omosessuale. La scena principale mostra un banchetto i cui partecipanti sono reclinati su clines. Tali scene di banchetto sono tipiche di numerose tombe etrusche di Tarquinia. La parete destra mostra figure che danzano e fanno musica. Anche la parete sinistra, oggi gravemente danneggiata, mostrava in origine danzatori e musicisti nel campo principale.